# UFC on ESPN: Cannonier vs. Gastelum
UFC on ESPN: Cannonier vs. Gastelum (também conhecido como UFC on ESPN 29 e UFC Vegas 34) foi um evento de artes marciais mistas evento produzido pelo Ultimate Fighting Championship que ocorreu em 21 de agosto de 2021, nas instalações do UFC Apex em Enterprise, Nevada, parte da Las Vegas Metropolitan Area, Estados Unidos.

## Background
Uma luta na categoria dos médios entre o ex-desafiante ao cinturão dos pesos médios do UFC Paulo Costa e Jared Cannonier era esperada para ser a luta principal deste evento.  No entanto, em 4 de junho, Costa se retirou da luta devido a razões desconhecidas e foi substituído pelo ex-desafiante ao título interino e vencedor do The Ultimate Fighter: Team Jones vs. Team Sonnen na categoria dos médios Kelvin Gastelum. Costa posteriormente afirmou que nunca assinou o contrato da luta e teve problemas com seu pagamento, embora não tenha confirmado essas razões como motivo de sua retirada. 
Uma luta na categoria peso-pesado entre Chase Sherman e Parker Porter aconteceu neste evento. A luta havia sido originalmente agendada para ocorrer no UFC on ESPN: Whittaker vs. Gastelum,  mas Porter foi retirado dessa disputa devido a razões não divulgadas.
Brian Kelleher e Domingo Pilarte se enfrentaram em uma luta na categoria peso galo neste evento. A luta havia sido originalmente agendada para novembro de 2018 no UFC 230, mas Pilarte se retirou devido a uma lesão.
Uma luta na categoria peso galo entre Mana Martinez e Jesse Strader estava prevista para ocorrer neste evento. No entanto, pouco mais de uma semana antes do evento, Strader se retirou da luta por razões desconhecidas e foi substituído por Trevin Jones. Por sua vez, Martinez se retirou durante a semana da luta devido a razões não divulgadas.  Jones foi então colocado para enfrentar o novato Saidyokub Kakhramonov.  Na pesagem, Kakhramonov pesou 138,5 libras, duas libras e meia acima do limite para a categoria peso galo. A luta seguiu no peso combinado (catchweight) e ele perdeu 20% de seu cachê, que foi destinado a Jones.
Uma luta na categoria peso-mosca feminino entre Cortney Casey e Liana Jojua estava agendada para este evento. No entanto, Jojua foi forçada a se retirar da luta devido a problemas com o visto. O confronto foi remarcado para um evento futuro.
Antônio Braga Neto e Abdul Razak Alhassan estavam previstos para se enfrentar em uma luta na categoria dos médios neste evento. Eles acabaram sendo remarcados para o UFC on ESPN: Barboza vs. Chikadze na semana seguinte.

## Bônus da Noite
Os lutadores seguintes ganharam um bônus de 50 mil doláres.
- Luta da Noite: No bonus awarded.
- Performance da Noite: Alexandre Pantoja, Josiane Nunes, William Knight and Ignacio Bahamondes